# St. Georg (Mauern (Grafrath))

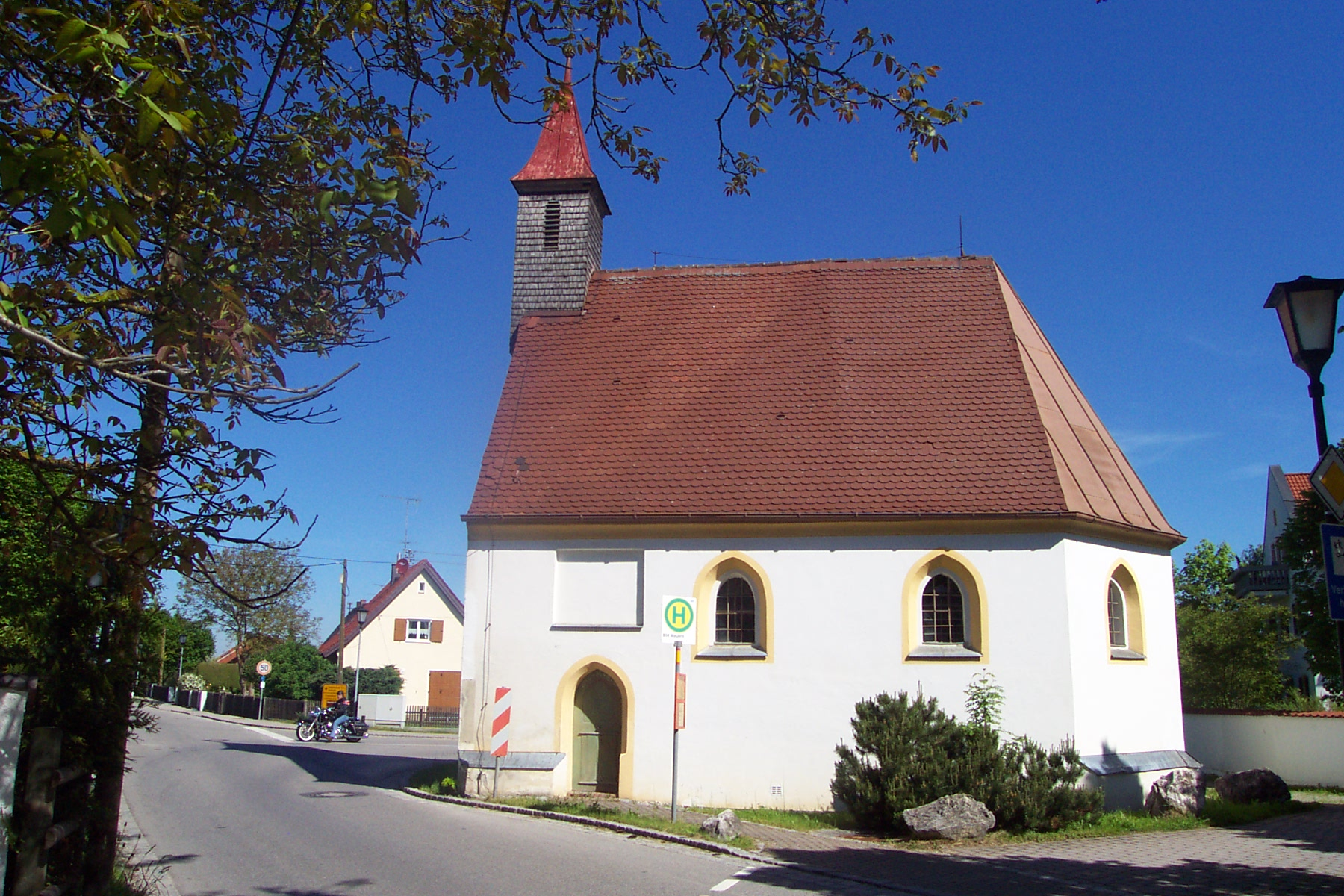
Kapelle St. Georg in Mauern

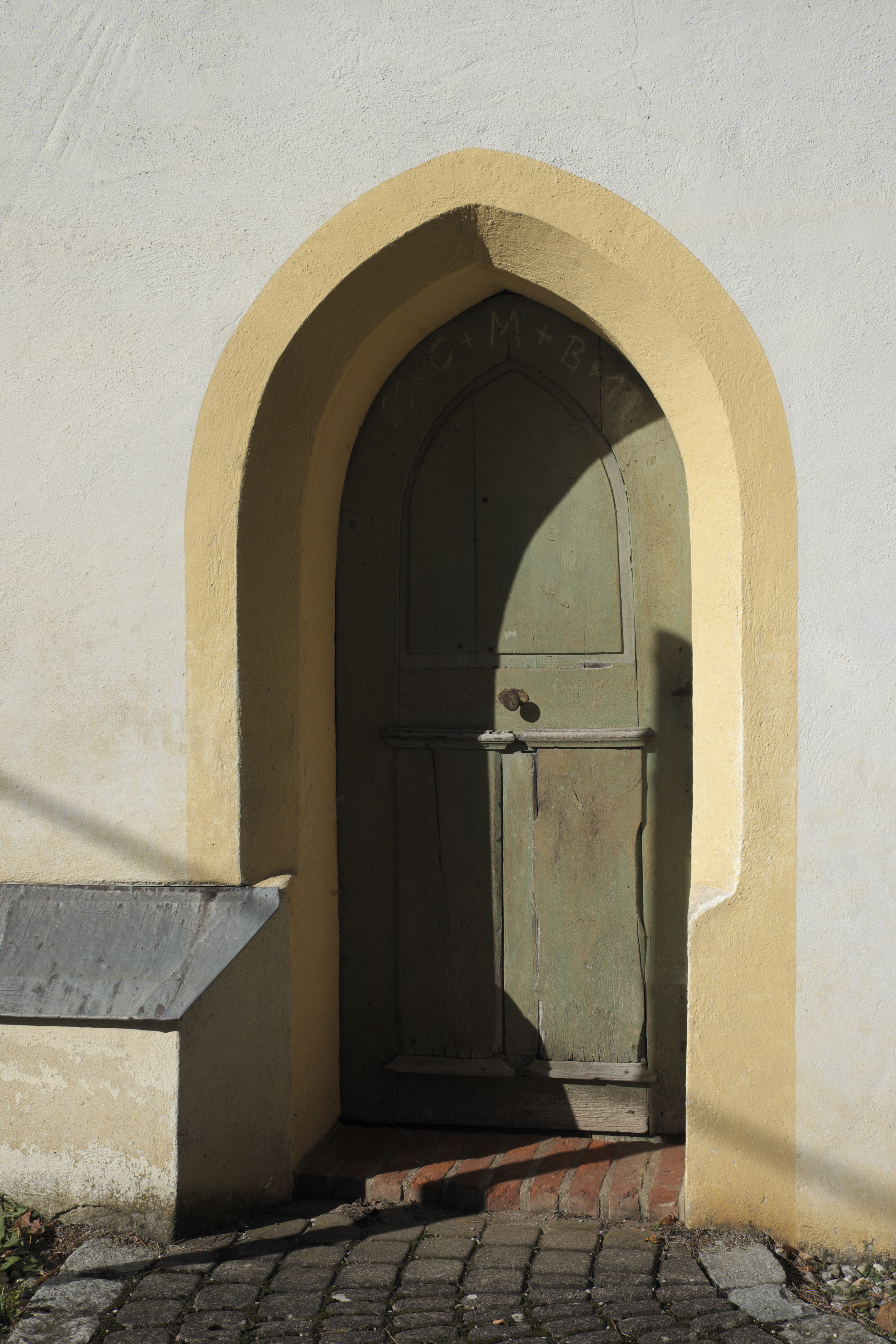
Portal

Die katholische Kapelle St. Georg in Mauern, einem Gemeindeteil von Grafrath im oberbayerischen Landkreis Fürstenfeldbruck, wurde 1450 errichtet. Die Kapelle an der Römerstraße ist ein geschütztes Baudenkmal.

## Beschreibung
Die dem heiligen Georg geweihte Kapelle ist ein kleiner spätgotischer Saalbau mit dreiseitigem Chorschluss und verschindeltem Dachreiter.
Die spätgotische Bretterdecke besitzt noch Reste ornamentaler Bemalung. Der Altar mit einem Gemälde des heiligen Georg stammt aus der zweiten Hälfte des 17. Jahrhunderts.